# Marko Ilić
Marko Ilić, né le 3 février 1998 à Novi Sad en RF Yougoslavie, est un footballeur international serbe qui joue au poste de gardien de but au KV Courtrai.

## Biographie

### En club
Le 17 février 2023, Marko Ilić est prêté avec option d'achat aux Rapids du Colorado jusqu'à juillet 2023. Il participe à son premier match avec les Rapids le 26 avril lors d'un affrontement face au Hailstorm du Northern Colorado (en) en US Open Cup (victoire 3-1). Un mois plus tard, il est titularisé lors d'une défaite 2-3 face au Crew de Columbus pour sa première apparition en Major League Soccer le 31 mai. Après six rencontres disputées avec les Rapids, il est transféré au club du Colorado avec lequel il signe un contrat de deux ans et demi le 15 juillet.
Lors du mercato hivernal 2024-2025, Marko Ilić revient au KV Courtrai, où il a déjà évolué de 2020 à 2023, et paraphe un contrat portant jusqu'en 2027.